# Морадільйо-де-Роа
Морадільйо-де-Роа (ісп. Moradillo de Roa) — муніципалітет в Іспанії, у складі автономної спільноти Кастилія-і-Леон, у провінції Бургос. Населення — 192 особи (2010).
Муніципалітет розташований на відстані близько 180 км на північ від Мадрида, 70 км на південний захід від Бургоса.

## Демографія
Динаміка населення (INE ):